# Glumche Island
Glumche Island (englisch; bulgarisch остров Глумче ostrow Glumtsche) ist eine in ostwestlicher Ausrichtung 470 m lange, 290 m breite und felsige Insel im Archipel der Südlichen Shetlandinseln. Sie liegt 0,83 km westsüdwestlich des Kap Wallace und 1,08 km nördlich des Fernandez Point vor der Nordwestküste von Low Island.
Britische Wissenschaftler kartierten sie 2009. Die bulgarische Kommission für Antarktische Geographische Namen benannte sie 2013 nach der Ortschaft Glumtsche im Südosten Bulgariens.